# Loriini
Loriini — триба папуг підродини лорійних (Lorini) родини Psittaculidae. Містить 61 вид, розділених на 19 родів. Представники триби поширені в Південно-Східній Азії, Новій Гвінеї, Австралії та Полінезії.

## Опис
Лорі та лорікети мають спеціалізовані щіточні язики для годування нектаром і м’якими фруктами. Вони можуть харчуватися квітами приблизно 5000 видів рослин і використовувати свої спеціальні язики для отримання нектару. На кінчику язика є пучки сосочків (надзвичайно тонких волосків), які збирають нектар і пилок. Більшість з видів мають дуже яскраве оперення.

## Роди
- Гірський лорі (Oreopsittacus) — 1 вид;
- Малий лорікет (Charminetta) — 1 вид;
- Hypocharmosyna — 2 види;
- Charmosynopsis — 2 види;
- Оливковокрилий лорікет (Synorhacma) — 1 вид;
- Червоно-зелений лорікет (Charmosyna) — 3 види;
- Жовтоволий лорікет (Charmosynoides) — 1 вид;
- Лорі-віні (Vini) — 11 видів;
- Лорі-гуа (Neopsittacus) — 2 види;
- Лорі (Lorius) — 6 видів;
- Строкатоголовий лорікет (Psitteuteles) — 1 вид;
- Parvipsitta — 2 види;
- Моренговий лорі (Pseudeos) — 2 види;
- Новогвінейський лорі (Chalcopsitta) — 3 види;
- Чорнодзьобий лорікет (Glossoptilus) — 1 вид;
- Лорікет-нектароїд (Glossopsitta) — 1 вид;
- Saudareos — 5 видів;
- Червоний лорі (Eos) — 6 видів;
- Лорікет (Trichoglossus) — 10 видів.